# 八名郡
- 令制国一覧 > 東海道 > 三河国 > 八名郡
- 日本 > 中部地方 > 愛知県 > 八名郡

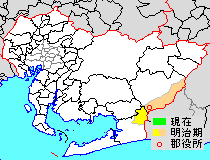
愛知県八名郡の位置（薄黄：後に他郡に編入された区域）

八名郡（やなぐん）は、愛知県（三河国）にあった郡。

## 郡域
豊川東岸のうち、おおむね朝倉川以北宇連川以南の地域。
1878年（明治11年）に行政区画として発足した当時の郡域は、下記の区域にあたる。
- 豊橋市の一部（豊川以東かつ朝倉川以北）
- 豊川市の一部（豊津町・橋尾町・三上町・院之子町）
- 新城市の一部（豊川・宇連川以南かつ名号・七郷一色以南）

当該区域の面積は220.81km2、61,250人（平成22年国勢調査）。

## 歴史
7世紀後半の木簡が出土しないことから、大宝律令成立以後の8世紀に成立したと思われる。豊橋市域だと、石巻（山、神社）、多米（トンネル）など。
郡の名前は古代の部民（べのたみ）である八名部が多く住んだことから名付けられたという説や、簗が多く設けられたことから命名されたという説がある。
戦国時代、郡南部（現在の豊橋市西郷校区辺り）に2代征夷大将軍徳川秀忠生母西郷局（名は愛）を出した三河西郷氏（三河国守護代の西郷家の同族と言う）が本拠を置いていた。具体的には、月ヶ谷（わちがや）城（同市嵩山（すせ）町）を大永年間、五本松城（同市石巻中山町、西郷校区）を西郷正勝が1561年（永禄4年）に築城、天文年間に西郷清員が西川城（同市石巻西川町、西郷校区。後、三河吉田藩主小笠原長矩の弟小笠原長秋が2000石を受けここに陣屋を置いたという）を築城したとされる。黒田郷（現在の新城市黒田）を本拠としていた黒田氏（福岡藩主とは別系統）は江戸時代後期には久留里藩主となっている。
近世以降、八名郡は「やなぐん」と呼ばれた。明治維新直前岡部藩主安部信発（安部氏、あんべ）が武蔵国岡部（埼玉県深谷市）から陣屋を半原村（現・新城市）に移して、半原藩が発足したが、すぐ版籍奉還を迎えた。
明治初期、広域から生徒を集めた八名高等小学校（富岡村）により、教育のメッカになったが、すぐ衰退し、第一次産業以外のさしたる産業のない地域になった。その中で郡の北部の大野町（現・新城市大野）は、秋葉街道の宿場町から発展した経済の中心として栄え、八名郡で唯一町制を敷いた。大野町に置かれた大野銀行は1945年（昭和20年）東海銀行（現・三菱UFJ銀行）に合併されるまで、八名郡はもとより東三河全域の経済を支配する銀行として君臨した。
戦前には、1926年（大正15年）4月、下川村に愛知県立豊橋第二中学校（現・愛知県立豊橋東高等学校。現在は豊橋市向山町（旧渥美郡）に移転。ナンバースクール）が置かれた（現・豊橋市牛川町字洗嶋）。これは、豊橋市と誘致を争った八名郡大野町に配慮して八名郡内に設置されたと考慮される。この旧制中学校の豊橋二中の跡地は新制中学校の豊橋市立青陵中学校になっている。
しかしながら、大正の郡制廃止後、八名郡役所の置かれた八名村は警察署以外の官公庁を失い、太平洋戦争直前の下川村、石巻村多米地区の豊橋市への合併や八名郡を管轄する八楽地方事務所の南設楽郡新城町への設置で、郡全体はいよいよ零細郡の色彩を強くし、南北設楽郡と併せて八楽（はちらく）地方と総称されることが多くなった。
戦後は、経済を支配していた大野銀行や八名郡全体を管轄した富岡警察署を合併で失い、町村合併促進法施行以後、豊橋市や豊川右岸の自治体との新設・編入合併が相次ぎ、1956年（昭和31年）9月30日の山吉田村の南設楽郡鳳来町へ編入を最後に、八名郡の名前は住居表示から消えることになった。
現在は、新城市南部の中学校名および小学校名に八名の名を止めるのみだが、小学校名は新城市市制施行後の命名である。また、総称の八楽も地元タクシー会社やパン会社の社名にとどめるのみである。

### 近世以降の沿革
- 『旧高旧領取調帳』に記載されている明治初年時点での支配は以下の通り。●は村内に寺社領が、○は寺社除地[3]が存在。（74村）

| 知行         | 知行               | 村数 | 村名 |
| ------------ | ------------------ | ---- | --- |
| 幕府領       | 中泉代官所         | 14村 | 乗本村、細川村、黄柳村、●一色村、六郎貝津村、●下平村、●大野村、多利野村、●巣山村、●名号村、名越村、●井代村、●能登瀬村、●吉川村 |
| 幕府領       | 旗本領             | 4村  | 養父村、庭野村、●下吉田村、鳥原村 |
| 藩領         | 三河吉田藩         | 46村 | 中島村、●西川村、日下部村、一鍬田村、●平野村、中野田新田、●萩平村、中山村、橋尾村、井之島村、入文村、成沢村、●馬越村、竹之輪村、白石新田、五井村、暮川村、犬之子村、天王村、八反ヶ谷村、藤ヶ池村、堀之内村、竹之内村、●金田村、●高井村、神ヶ谷村、●和田村、森岡新田、●長楽村、●嵩山村、●月ヶ谷村、●長彦村、●牛川村、浪之上村、●若宮村、小鷹野新田、野川新田、忠興新田、田中新田、中沢新田、●多米村、●赤岩村、●神郷村、三渡野村、ままノ上村、古川新田 |
| 藩領         | 武蔵岡部藩         | 7村  | ●○賀茂村、●八名井村、●黒田村、●半原村、●下宇利村、●○中宇利村、●御薗村 |
| 藩領         | 吉田藩・岡部藩     | 1村  | 小畑村 |
| 幕府領・藩領 | 中泉代官所・岡部藩 | 1村  | 塩沢村 |
| 幕府領・藩領 | 旗本領・吉田藩     | 1村  | 上吉田村 |

- 慶応4年
  - 4月3日（1868年5月5日） - 岡部藩が藩庁を移転して三河半原藩となる。
  - 4月29日（1868年5月21日） - 幕府領・旗本領が三河裁判所の管轄となる。
  - 6月9日（1868年7月28日） - 三河裁判所の管轄区域が三河県の管轄となる。
- 明治2年
  - 6月24日（1869年8月1日） - 三河県の管轄区域が伊那県の管轄となる。
  - 8月7日（1869年9月12日）
    - 伊那県の管轄区域の一部（塩沢村を除く旧幕府領）が駿河静岡藩領となる。
    - 任知藩事により吉田藩が改称して豊橋藩となる。
- 明治4年
  - 7月14日（1871年8月29日） - 廃藩置県により、藩領が豊橋県、半原県、静岡県の管轄となる。
  - 11月15日（1871年12月26日） - 第1次府県統合により全域が額田県の管轄となる。
- 明治5年11月27日（1872年12月27日） - 愛知県の管轄となる。
- 明治8年（1875年）（71村）
  - 六郎貝津村・下平村が合併して睦平村となる。
  - 半原村・下宇利村が合併して富岡村となる。
  - 森岡新田が神ヶ谷村に合併。
- 明治11年（1878年）12月20日 - 郡区町村編制法の愛知県での施行により、行政区画としての八名郡が発足。郡役所が富岡村に設置。同年、以下の各村の統合が行われる。（41村）

- 黄柳野村 ← 黄柳村、多利野村
- 金沢村 ← 養父村、御薗村
- 日吉村 ← 鳥原村、塩沢村
- 豊津村 ← 中島村、日下部村、橋尾村、井之島村
- 小野田村 ← 入文村、成沢村

- 東下条村 ← 白石新田、藤ヶ池村、堀之内村、竹之内村
- 三輪村 ← 金田村、神郷村
- 玉川村 ← 高井村、神ヶ谷村、和田村、長楽村
- 西下条村 ← 五井村、暮川村、天王村、八反ヶ谷村
- 三上村 ← 三渡野村、ままノ上村、古川新田

- 中野田新田が平野村に、月ヶ谷村・長彦村が嵩山村に、浪之上村・若宮村・小鷹野新田・野川新田・忠興新田・田中新田・中沢新田が牛川村に、赤岩村が多米村にそれぞれ合併。

- 明治15年（1882年） - 豊津村の一部が分立して橋尾村となる。（42村）

### 町村制以降の沿革

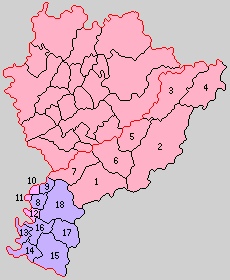
1.富岡村 2.山吉田村 3.大野村 4.高岡村 5.乗本村 6.日吉村 7.長部村 8.賀茂村 9.金沢村 10.豊津村 11.橋尾村 12.三上村 13.下条村 14.牛川村 15.美米村 16.玉川村 17.嵩山村 18.西郷村（紫：豊橋市 桃：豊川市 赤：新城市）

- 明治22年（1889年）10月1日 - 町村制の施行により、以下の町村が発足。（18村）
  - 富岡村 ← 富岡村、黒田村、小畑村、中宇利村（現・新城市）
  - 山吉田村 ← 上吉田村、下吉田村、竹之輪村、黄柳野村（現・新城市）
  - 大野村 ← 大野村、細川村、睦平村、井代村、能登瀬村、名越村、名号村（現・新城市）
  - 高岡村 ← 一色村、巣山村（現・新城市）
  - 乗本村（単独村制。現・新城市）
  - 日吉村 ← 日吉村、吉川村（現・新城市）
  - 長部村 ← 一鍬田村、庭野村、八名井村（現・新城市）
  - 賀茂村、金沢村（それぞれ単独村制。現・豊橋市）
  - 豊津村、橋尾村、三上村（それぞれ単独村制。現・豊川市）
  - 下条村 ← 西下条村、東下条村、犬之子村（現・豊橋市）
  - 牛川村（単独村制。現・豊橋市）
  - 美米村 ← 三輪村、多米村（現・豊橋市）
  - 玉川村、嵩山村（それぞれ単独村制。現・豊橋市）
  - 西郷村 ← 平野村、中山村、萩平村、小野田村、西川村、馬越村（現・豊橋市）
- 明治23年（1890年）10月20日 - 大野村が分割して名号村・名越村・能登瀬村・井代村・睦平村・細川村・大野村が発足。（24村）
- 明治24年（1891年）4月1日 - 郡制を施行。
- 明治25年（1892年）
  - 4月18日 - 大野村が町制施行して大野町となる。（1町23村）
  - 12月23日 - 美米村が分割して多米村・三輪村が発足。（1町24村）
- 明治39年（1906年）7月1日 - 以下の町村の統合が行われる。いずれも新設合併。（1町11村）
  - 七郷村 ← 高岡村、名号村、名越村、能登瀬村、井代村、睦平村、細川村
  - 舟着村 ← 乗本村、日吉村
  - 八名村 ← 長部村、富岡村
  - 下川村 ← 下条村、牛川村
  - 石巻村 ← 多米村、三輪村、玉川村、嵩山村、西郷村
- 大正9年（1920年）8月1日 - 豊津村・橋尾村が合併して大和村が発足。（1町10村）
- 大正12年（1923年）4月1日 - 郡会が廃止。郡役所は存続。
- 大正15年（1926年）7月1日 - 郡役所が廃止。以降は地域区分名称となる。
- 昭和7年（1932年）9月1日 - 下川村および石巻村の一部（多米）が豊橋市に編入。（1町9村）
- 昭和26年（1951年）4月1日 - 金沢村・賀茂村が合併して双和村が発足。（1町8村）
- 昭和29年（1954年）4月1日 - 大和村が宝飯郡一宮村に編入。（1町7村）
- 昭和30年（1955年）
  - 3月1日 - 石巻村が豊橋市に編入。（1町6村）
  - 4月1日 - 双和村が分割し、一部（賀茂）が豊橋市に、残部（金沢）が宝飯郡一宮村に編入。（1町5村）
  - 4月12日 - 三上村が豊川市に編入。（1町4村）
  - 4月15日 - 舟着村・八名村が南設楽郡新城町・千郷村・東郷村と合併し、改めて南設楽郡新城町が発足、郡より離脱。（1町2村）
- 昭和31年（1956年）
  - 4月1日 - 大野町・七郷村が南設楽郡長篠村・鳳来寺村と合併して南設楽郡鳳来町が発足し、郡より離脱。（1村）
  - 9月30日 - 山吉田村が南設楽郡鳳来町に編入。同日八名郡消滅。愛知県内では1913年の郡合併で消滅した海東郡と海西郡を除き、1878年の郡再編以来、初の郡消滅となった。

### 変遷表
| 明治22年以前 | 明治22年以前 | 明治22年以前 | 明治22年以前 | 明治22年10月1日 町村制施行 | 明治22年 - 明治33年            | 明治34年 - 大正15年        | 昭和元年 - 昭和64年        | 昭和元年 - 昭和64年                          | 昭和元年 - 昭和64年                        | 平成元年 - 現在                     | 現在   |
| ------------ | ------------ | ------------ | ------------ | -------------------------- | ------------------------------ | -------------------------- | -------------------------- | -------------------------------------------- | ------------------------------------------ | ----------------------------------- | ------ |
| 半原村       | 富岡村       | 富岡村       | 富岡村       | 富岡村                     | 富岡村                         | 明治39年7月1日 合併 八名村 | 八名村                     | 昭和30年4月15日 合併 南設楽郡新城町 （一部） | 昭和33年11月1日 市制 新城市                | 平成17年10月1日 合併 新城市（一部） | 新城市 |
| 下宇利村     | 富岡村       | 富岡村       | 富岡村       | 富岡村                     | 富岡村                         | 明治39年7月1日 合併 八名村 | 八名村                     | 昭和30年4月15日 合併 南設楽郡新城町 （一部） | 昭和33年11月1日 市制 新城市                | 平成17年10月1日 合併 新城市（一部） | 新城市 |
| 中宇利村     |              |              |              | 富岡村                     | 富岡村                         | 明治39年7月1日 合併 八名村 | 八名村                     | 昭和30年4月15日 合併 南設楽郡新城町 （一部） | 昭和33年11月1日 市制 新城市                | 平成17年10月1日 合併 新城市（一部） | 新城市 |
| 黒田村       |              |              |              | 富岡村                     | 富岡村                         | 明治39年7月1日 合併 八名村 | 八名村                     | 昭和30年4月15日 合併 南設楽郡新城町 （一部） | 昭和33年11月1日 市制 新城市                | 平成17年10月1日 合併 新城市（一部） | 新城市 |
| 小畑村       |              |              |              | 富岡村                     | 富岡村                         | 明治39年7月1日 合併 八名村 | 八名村                     | 昭和30年4月15日 合併 南設楽郡新城町 （一部） | 昭和33年11月1日 市制 新城市                | 平成17年10月1日 合併 新城市（一部） | 新城市 |
| 庭野村       | 庭野村       | 庭野村       | 庭野村       | 長部村                     | 長部村                         | 明治39年7月1日 合併 八名村 | 八名村                     | 昭和30年4月15日 合併 南設楽郡新城町 （一部） | 昭和33年11月1日 市制 新城市                | 平成17年10月1日 合併 新城市（一部） | 新城市 |
| 一鍬田村     |              |              |              | 長部村                     | 長部村                         | 明治39年7月1日 合併 八名村 | 八名村                     | 昭和30年4月15日 合併 南設楽郡新城町 （一部） | 昭和33年11月1日 市制 新城市                | 平成17年10月1日 合併 新城市（一部） | 新城市 |
| 八名井村     |              |              |              | 長部村                     | 長部村                         | 明治39年7月1日 合併 八名村 | 八名村                     | 昭和30年4月15日 合併 南設楽郡新城町 （一部） | 昭和33年11月1日 市制 新城市                | 平成17年10月1日 合併 新城市（一部） | 新城市 |
| 日吉村       | 日吉村       | 日吉村       | 日吉村       | 日吉村                     | 舟着村                         | 明治39年7月1日 合併 舟着村 | 舟着村                     | 昭和30年4月15日 合併 南設楽郡新城町 （一部） | 昭和33年11月1日 市制 新城市                | 平成17年10月1日 合併 新城市（一部） | 新城市 |
| 吉川村       |              |              |              | 日吉村                     | 舟着村                         | 明治39年7月1日 合併 舟着村 | 舟着村                     | 昭和30年4月15日 合併 南設楽郡新城町 （一部） | 昭和33年11月1日 市制 新城市                | 平成17年10月1日 合併 新城市（一部） | 新城市 |
| 乗本村       | 乗本村       | 乗本村       | 乗本村       | 乗本村                     | 舟着村                         | 明治39年7月1日 合併 舟着村 | 舟着村                     | 昭和30年4月15日 合併 南設楽郡新城町 （一部） | 昭和31年9月30日 南設楽郡鳳来町 に編入      | 平成17年10月1日 合併 新城市（一部） | 新城市 |
| 上吉田村     | 上吉田村     | 上吉田村     | 上吉田村     | 山吉田村                   | 山吉田村                       | 山吉田村                   | 山吉田村                   | 山吉田村                                     | 昭和31年9月30日 南設楽郡鳳来町 に編入      | 平成17年10月1日 合併 新城市（一部） | 新城市 |
| 下吉田村     |              |              |              | 山吉田村                   | 山吉田村                       | 山吉田村                   | 山吉田村                   | 山吉田村                                     | 昭和31年9月30日 南設楽郡鳳来町 に編入      | 平成17年10月1日 合併 新城市（一部） | 新城市 |
| 竹之輪村     |              |              |              | 山吉田村                   | 山吉田村                       | 山吉田村                   | 山吉田村                   | 山吉田村                                     | 昭和31年9月30日 南設楽郡鳳来町 に編入      | 平成17年10月1日 合併 新城市（一部） | 新城市 |
| 黄柳村       | 黄柳村       | 黄柳野村     | 黄柳野村     | 山吉田村                   | 山吉田村                       | 山吉田村                   | 山吉田村                   | 山吉田村                                     | 昭和31年9月30日 南設楽郡鳳来町 に編入      | 平成17年10月1日 合併 新城市（一部） | 新城市 |
| 多利野村     |              | 黄柳野村     | 黄柳野村     | 山吉田村                   | 山吉田村                       | 山吉田村                   | 山吉田村                   | 山吉田村                                     | 昭和31年9月30日 南設楽郡鳳来町 に編入      | 平成17年10月1日 合併 新城市（一部） | 新城市 |
| 大野村       | 大野村       | 大野村       | 大野村       | 大野村                     | 明治25年4月18日 町制 大野町    | 大野町                     | 大野町                     | 昭和31年4月1日 合併 南設楽郡鳳来町（一部）   | 昭和31年4月1日 合併 南設楽郡鳳来町（一部） | 平成17年10月1日 合併 新城市（一部） | 新城市 |
| 名号村       | 名号村       | 名号村       | 名号村       | 大野村                     | 明治23年10月20日 分立 名号村   | 明治39年7月1日 合併 七郷村 | 七郷村                     | 昭和31年4月1日 合併 南設楽郡鳳来町（一部）   | 昭和31年4月1日 合併 南設楽郡鳳来町（一部） | 平成17年10月1日 合併 新城市（一部） | 新城市 |
| 名越村       | 名越村       | 名越村       | 名越村       | 大野村                     | 明治23年10月20日 分立 名越村   | 明治39年7月1日 合併 七郷村 | 七郷村                     | 昭和31年4月1日 合併 南設楽郡鳳来町（一部）   | 昭和31年4月1日 合併 南設楽郡鳳来町（一部） | 平成17年10月1日 合併 新城市（一部） | 新城市 |
| 能登瀬村     | 能登瀬村     | 能登瀬村     | 能登瀬村     | 大野村                     | 明治23年10月20日 分立 能登瀬村 | 明治39年7月1日 合併 七郷村 | 七郷村                     | 昭和31年4月1日 合併 南設楽郡鳳来町（一部）   | 昭和31年4月1日 合併 南設楽郡鳳来町（一部） | 平成17年10月1日 合併 新城市（一部） | 新城市 |
| 井代村       | 井代村       | 井代村       | 井代村       | 大野村                     | 明治23年10月20日 分立 井代村   | 明治39年7月1日 合併 七郷村 | 七郷村                     | 昭和31年4月1日 合併 南設楽郡鳳来町（一部）   | 昭和31年4月1日 合併 南設楽郡鳳来町（一部） | 平成17年10月1日 合併 新城市（一部） | 新城市 |
| 六郎貝津村   | 六郎貝津村   | 睦平村       | 睦平村       | 大野村                     | 明治23年10月20日 分立 睦平村   | 明治39年7月1日 合併 七郷村 | 七郷村                     | 昭和31年4月1日 合併 南設楽郡鳳来町（一部）   | 昭和31年4月1日 合併 南設楽郡鳳来町（一部） | 平成17年10月1日 合併 新城市（一部） | 新城市 |
| 下平村       |              | 睦平村       | 睦平村       | 大野村                     | 明治23年10月20日 分立 睦平村   | 明治39年7月1日 合併 七郷村 | 七郷村                     | 昭和31年4月1日 合併 南設楽郡鳳来町（一部）   | 昭和31年4月1日 合併 南設楽郡鳳来町（一部） | 平成17年10月1日 合併 新城市（一部） | 新城市 |
| 細川村       | 細川村       | 細川村       | 細川村       | 大野村                     | 明治23年10月20日 分立 細川村   | 明治39年7月1日 合併 七郷村 | 七郷村                     | 昭和31年4月1日 合併 南設楽郡鳳来町（一部）   | 昭和31年4月1日 合併 南設楽郡鳳来町（一部） | 平成17年10月1日 合併 新城市（一部） | 新城市 |
| 一色村       | 一色村       | 一色村       | 一色村       | 高岡村                     | 高岡村                         | 明治39年7月1日 合併 七郷村 | 七郷村                     | 昭和31年4月1日 合併 南設楽郡鳳来町（一部）   | 昭和31年4月1日 合併 南設楽郡鳳来町（一部） | 平成17年10月1日 合併 新城市（一部） | 新城市 |
| 巣山村       |              |              |              | 高岡村                     | 高岡村                         | 明治39年7月1日 合併 七郷村 | 七郷村                     | 昭和31年4月1日 合併 南設楽郡鳳来町（一部）   | 昭和31年4月1日 合併 南設楽郡鳳来町（一部） | 平成17年10月1日 合併 新城市（一部） | 新城市 |
| 三渡野村     | 三渡野村     | 三上村       | 三上村       | 三上村                     | 三上村                         | 三上村                     | 三上村                     | 昭和30年4月12日 豊川市に編入                 | 昭和30年4月12日 豊川市に編入               | 豊川市                              | 豊川市 |
| 堹ノ上村     |              | 三上村       | 三上村       | 三上村                     | 三上村                         | 三上村                     | 三上村                     | 昭和30年4月12日 豊川市に編入                 | 昭和30年4月12日 豊川市に編入               | 豊川市                              | 豊川市 |
| 古川新田     |              | 三上村       | 三上村       | 三上村                     | 三上村                         | 三上村                     | 三上村                     | 昭和30年4月12日 豊川市に編入                 | 昭和30年4月12日 豊川市に編入               | 豊川市                              | 豊川市 |
| 日下部村     | 日下部村     | 豊津村       | 豊津村       | 豊津村                     | 豊津村                         | 大正9年8月1日 合併 大和村  | 大和村                     | 昭和29年4月1日 宝飯郡一宮村 に編入           | 昭和36年4月1日 町制 宝飯郡一宮町           | 平成18年2月1日 豊川市に編入         | 豊川市 |
| 中島村       |              | 豊津村       | 豊津村       | 豊津村                     | 豊津村                         | 大正9年8月1日 合併 大和村  | 大和村                     | 昭和29年4月1日 宝飯郡一宮村 に編入           | 昭和36年4月1日 町制 宝飯郡一宮町           | 平成18年2月1日 豊川市に編入         | 豊川市 |
| 井之島村     |              | 豊津村       | 豊津村       | 豊津村                     | 豊津村                         | 大正9年8月1日 合併 大和村  | 大和村                     | 昭和29年4月1日 宝飯郡一宮村 に編入           | 昭和36年4月1日 町制 宝飯郡一宮町           | 平成18年2月1日 豊川市に編入         | 豊川市 |
| 橋尾村       | 橋尾村       | 豊津村       | 橋尾村       | 橋尾村                     | 橋尾村                         | 大正9年8月1日 合併 大和村  | 大和村                     | 昭和29年4月1日 宝飯郡一宮村 に編入           | 昭和36年4月1日 町制 宝飯郡一宮町           | 平成18年2月1日 豊川市に編入         | 豊川市 |
| 養父村       | 養父村       | 金沢村       | 金沢村       | 金沢村                     | 金沢村                         | 金沢村                     | 昭和26年4月1日 合併 双和村 | 昭和29年4月1日 宝飯郡一宮村 に編入           | 昭和36年4月1日 町制 宝飯郡一宮町           | 平成18年2月1日 豊川市に編入         | 豊川市 |
| 御薗村       |              | 金沢村       | 金沢村       | 金沢村                     | 金沢村                         | 金沢村                     | 昭和26年4月1日 合併 双和村 | 昭和29年4月1日 宝飯郡一宮村 に編入           | 昭和36年4月1日 町制 宝飯郡一宮町           | 平成18年2月1日 豊川市に編入         | 豊川市 |
| 賀茂村       | 賀茂村       | 賀茂村       | 賀茂村       | 賀茂村                     | 賀茂村                         | 賀茂村                     | 昭和26年4月1日 合併 双和村 | 昭和30年4月1日 豊橋市に編入                  | 昭和30年4月1日 豊橋市に編入                | 豊橋市                              | 豊橋市 |
| 神ケ谷村     | 神ケ谷村     | 玉川村       | 玉川村       | 玉川村                     | 玉川村                         | 明治39年7月1日 合併 石巻村 | 石巻村                     | 昭和30年4月1日 豊橋市に編入                  | 昭和30年4月1日 豊橋市に編入                | 豊橋市                              | 豊橋市 |
| 森岡新田     | 神ケ谷村     | 玉川村       | 玉川村       | 玉川村                     | 玉川村                         | 明治39年7月1日 合併 石巻村 | 石巻村                     | 昭和30年4月1日 豊橋市に編入                  | 昭和30年4月1日 豊橋市に編入                | 豊橋市                              | 豊橋市 |
| 高井村       |              | 玉川村       | 玉川村       | 玉川村                     | 玉川村                         | 明治39年7月1日 合併 石巻村 | 石巻村                     | 昭和30年4月1日 豊橋市に編入                  | 昭和30年4月1日 豊橋市に編入                | 豊橋市                              | 豊橋市 |
| 和田村       |              | 玉川村       | 玉川村       | 玉川村                     | 玉川村                         | 明治39年7月1日 合併 石巻村 | 石巻村                     | 昭和30年4月1日 豊橋市に編入                  | 昭和30年4月1日 豊橋市に編入                | 豊橋市                              | 豊橋市 |
| 長楽村       |              | 玉川村       | 玉川村       | 玉川村                     | 玉川村                         | 明治39年7月1日 合併 石巻村 | 石巻村                     | 昭和30年4月1日 豊橋市に編入                  | 昭和30年4月1日 豊橋市に編入                | 豊橋市                              | 豊橋市 |
| 嵩山村       | 嵩山村       | 嵩山村       | 嵩山村       | 嵩山村                     | 嵩山村                         | 明治39年7月1日 合併 石巻村 | 石巻村                     | 昭和30年4月1日 豊橋市に編入                  | 昭和30年4月1日 豊橋市に編入                | 豊橋市                              | 豊橋市 |
| 月ケ谷村     |              | 嵩山村       | 嵩山村       | 嵩山村                     | 嵩山村                         | 明治39年7月1日 合併 石巻村 | 石巻村                     | 昭和30年4月1日 豊橋市に編入                  | 昭和30年4月1日 豊橋市に編入                | 豊橋市                              | 豊橋市 |
| 長彦村       |              | 嵩山村       | 嵩山村       | 嵩山村                     | 嵩山村                         | 明治39年7月1日 合併 石巻村 | 石巻村                     | 昭和30年4月1日 豊橋市に編入                  | 昭和30年4月1日 豊橋市に編入                | 豊橋市                              | 豊橋市 |
| 平野村       | 平野村       | 平野村       | 平野村       | 西郷村                     | 西郷村                         | 明治39年7月1日 合併 石巻村 | 石巻村                     | 昭和30年4月1日 豊橋市に編入                  | 昭和30年4月1日 豊橋市に編入                | 豊橋市                              | 豊橋市 |
| 中野田新田   |              | 平野村       | 平野村       | 西郷村                     | 西郷村                         | 明治39年7月1日 合併 石巻村 | 石巻村                     | 昭和30年4月1日 豊橋市に編入                  | 昭和30年4月1日 豊橋市に編入                | 豊橋市                              | 豊橋市 |
| 入文村       | 入文村       | 小野田村     | 小野田村     | 西郷村                     | 西郷村                         | 明治39年7月1日 合併 石巻村 | 石巻村                     | 昭和30年4月1日 豊橋市に編入                  | 昭和30年4月1日 豊橋市に編入                | 豊橋市                              | 豊橋市 |
| 成沢村       |              | 小野田村     | 小野田村     | 西郷村                     | 西郷村                         | 明治39年7月1日 合併 石巻村 | 石巻村                     | 昭和30年4月1日 豊橋市に編入                  | 昭和30年4月1日 豊橋市に編入                | 豊橋市                              | 豊橋市 |
| 馬越村       |              |              |              | 西郷村                     | 西郷村                         | 明治39年7月1日 合併 石巻村 | 石巻村                     | 昭和30年4月1日 豊橋市に編入                  | 昭和30年4月1日 豊橋市に編入                | 豊橋市                              | 豊橋市 |
| 西川村       |              |              |              | 西郷村                     | 西郷村                         | 明治39年7月1日 合併 石巻村 | 石巻村                     | 昭和30年4月1日 豊橋市に編入                  | 昭和30年4月1日 豊橋市に編入                | 豊橋市                              | 豊橋市 |
| 萩平村       |              |              |              | 西郷村                     | 西郷村                         | 明治39年7月1日 合併 石巻村 | 石巻村                     | 昭和30年4月1日 豊橋市に編入                  | 昭和30年4月1日 豊橋市に編入                | 豊橋市                              | 豊橋市 |
| 中山村       |              |              |              | 西郷村                     | 西郷村                         | 明治39年7月1日 合併 石巻村 | 石巻村                     | 昭和30年4月1日 豊橋市に編入                  | 昭和30年4月1日 豊橋市に編入                | 豊橋市                              | 豊橋市 |
| 神郷村       | 神郷村       | 三輪村       | 三輪村       | 美米村                     | 明治25年12月23日 分立 三輪村   | 明治39年7月1日 合併 石巻村 | 石巻村                     | 昭和30年4月1日 豊橋市に編入                  | 昭和30年4月1日 豊橋市に編入                | 豊橋市                              | 豊橋市 |
| 金田村       |              | 三輪村       | 三輪村       | 美米村                     | 明治25年12月23日 分立 三輪村   | 明治39年7月1日 合併 石巻村 | 石巻村                     | 昭和30年4月1日 豊橋市に編入                  | 昭和30年4月1日 豊橋市に編入                | 豊橋市                              | 豊橋市 |
| 多米村       | 多米村       | 多米村       | 多米村       | 美米村                     | 明治25年12月23日 分立 多米村   | 明治39年7月1日 合併 石巻村 | 昭和7年9月1日 豊橋市に編入 | 昭和7年9月1日 豊橋市に編入                   | 昭和7年9月1日 豊橋市に編入                 | 豊橋市                              | 豊橋市 |
| 赤岩村       |              | 多米村       | 多米村       | 美米村                     | 明治25年12月23日 分立 多米村   | 明治39年7月1日 合併 石巻村 | 昭和7年9月1日 豊橋市に編入 | 昭和7年9月1日 豊橋市に編入                   | 昭和7年9月1日 豊橋市に編入                 | 豊橋市                              | 豊橋市 |
| 五井村       | 五井村       | 西下条村     | 西下条村     | 下条村                     | 下条村                         | 明治39年7月1日 合併 下川村 | 昭和7年9月1日 豊橋市に編入 | 昭和7年9月1日 豊橋市に編入                   | 昭和7年9月1日 豊橋市に編入                 | 豊橋市                              | 豊橋市 |
| 八反ケ谷村   |              | 西下条村     | 西下条村     | 下条村                     | 下条村                         | 明治39年7月1日 合併 下川村 | 昭和7年9月1日 豊橋市に編入 | 昭和7年9月1日 豊橋市に編入                   | 昭和7年9月1日 豊橋市に編入                 | 豊橋市                              | 豊橋市 |
| 天王村       |              | 西下条村     | 西下条村     | 下条村                     | 下条村                         | 明治39年7月1日 合併 下川村 | 昭和7年9月1日 豊橋市に編入 | 昭和7年9月1日 豊橋市に編入                   | 昭和7年9月1日 豊橋市に編入                 | 豊橋市                              | 豊橋市 |
| 暮川村       |              | 西下条村     | 西下条村     | 下条村                     | 下条村                         | 明治39年7月1日 合併 下川村 | 昭和7年9月1日 豊橋市に編入 | 昭和7年9月1日 豊橋市に編入                   | 昭和7年9月1日 豊橋市に編入                 | 豊橋市                              | 豊橋市 |
| 藤ケ池村     | 藤ケ池村     | 東下条村     | 東下条村     | 下条村                     | 下条村                         | 明治39年7月1日 合併 下川村 | 昭和7年9月1日 豊橋市に編入 | 昭和7年9月1日 豊橋市に編入                   | 昭和7年9月1日 豊橋市に編入                 | 豊橋市                              | 豊橋市 |
| 竹之内村     |              | 東下条村     | 東下条村     | 下条村                     | 下条村                         | 明治39年7月1日 合併 下川村 | 昭和7年9月1日 豊橋市に編入 | 昭和7年9月1日 豊橋市に編入                   | 昭和7年9月1日 豊橋市に編入                 | 豊橋市                              | 豊橋市 |
| 堀之内村     |              | 東下条村     | 東下条村     | 下条村                     | 下条村                         | 明治39年7月1日 合併 下川村 | 昭和7年9月1日 豊橋市に編入 | 昭和7年9月1日 豊橋市に編入                   | 昭和7年9月1日 豊橋市に編入                 | 豊橋市                              | 豊橋市 |
| 白石新田     |              | 東下条村     | 東下条村     | 下条村                     | 下条村                         | 明治39年7月1日 合併 下川村 | 昭和7年9月1日 豊橋市に編入 | 昭和7年9月1日 豊橋市に編入                   | 昭和7年9月1日 豊橋市に編入                 | 豊橋市                              | 豊橋市 |
| 犬之子村     |              |              |              | 下条村                     | 下条村                         | 明治39年7月1日 合併 下川村 | 昭和7年9月1日 豊橋市に編入 | 昭和7年9月1日 豊橋市に編入                   | 昭和7年9月1日 豊橋市に編入                 | 豊橋市                              | 豊橋市 |
| 牛川村       | 牛川村       | 牛川村       | 牛川村       | 牛川村                     | 牛川村                         | 明治39年7月1日 合併 下川村 | 昭和7年9月1日 豊橋市に編入 | 昭和7年9月1日 豊橋市に編入                   | 昭和7年9月1日 豊橋市に編入                 | 豊橋市                              | 豊橋市 |
| 浪之上村     |              | 牛川村       | 牛川村       | 牛川村                     | 牛川村                         | 明治39年7月1日 合併 下川村 | 昭和7年9月1日 豊橋市に編入 | 昭和7年9月1日 豊橋市に編入                   | 昭和7年9月1日 豊橋市に編入                 | 豊橋市                              | 豊橋市 |
| 若宮村       |              | 牛川村       | 牛川村       | 牛川村                     | 牛川村                         | 明治39年7月1日 合併 下川村 | 昭和7年9月1日 豊橋市に編入 | 昭和7年9月1日 豊橋市に編入                   | 昭和7年9月1日 豊橋市に編入                 | 豊橋市                              | 豊橋市 |
| 野川新田     |              | 牛川村       | 牛川村       | 牛川村                     | 牛川村                         | 明治39年7月1日 合併 下川村 | 昭和7年9月1日 豊橋市に編入 | 昭和7年9月1日 豊橋市に編入                   | 昭和7年9月1日 豊橋市に編入                 | 豊橋市                              | 豊橋市 |
| 忠興新田     |              | 牛川村       | 牛川村       | 牛川村                     | 牛川村                         | 明治39年7月1日 合併 下川村 | 昭和7年9月1日 豊橋市に編入 | 昭和7年9月1日 豊橋市に編入                   | 昭和7年9月1日 豊橋市に編入                 | 豊橋市                              | 豊橋市 |
| 小鷹野新田   |              | 牛川村       | 牛川村       | 牛川村                     | 牛川村                         | 明治39年7月1日 合併 下川村 | 昭和7年9月1日 豊橋市に編入 | 昭和7年9月1日 豊橋市に編入                   | 昭和7年9月1日 豊橋市に編入                 | 豊橋市                              | 豊橋市 |
| 中沢新田     |              | 牛川村       | 牛川村       | 牛川村                     | 牛川村                         | 明治39年7月1日 合併 下川村 | 昭和7年9月1日 豊橋市に編入 | 昭和7年9月1日 豊橋市に編入                   | 昭和7年9月1日 豊橋市に編入                 | 豊橋市                              | 豊橋市 |
| 田中新田     |              | 牛川村       | 牛川村       | 牛川村                     | 牛川村                         | 明治39年7月1日 合併 下川村 | 昭和7年9月1日 豊橋市に編入 | 昭和7年9月1日 豊橋市に編入                   | 昭和7年9月1日 豊橋市に編入                 | 豊橋市                              | 豊橋市 |

## 行政
歴代郡長
| 代 | 氏名 | 就任年月日                 | 退任年月日                | 備考                   |
| -- | ---- | -------------------------- | ------------------------- | ---------------------- |
| 1  |      | 明治11年（1878年）12月20日 |                           |                        |
|    |      |                            | 大正15年（1926年）6月30日 | 郡役所廃止により、廃官 |